# Strzelectwo na Letnich Igrzyskach Olimpijskich 2024 – karabin małokalibrowy, trzy postawy, 50 m (kobiety)
Karabin małokalibrowy, trzy postawy 50 m kobiet – konkurencja rozegrana 1 i 2 sierpnia. Zawody odbyły się w Centre national de tir sportif w Châteauroux. Wystartowało 32 zawodniczek z 22 krajów.

## Terminarz
| Data       | Godzina rozpoczęcia |              |
| ---------- | ------------------- | ------------ |
| 1 sierpnia | 12:00               | Kwalifikacje |
| 2 sierpnia | 9:30                | Finał        |

## Rekordy
| Rekord kwalifikacji |                 |          |         |                  |
|                     | Zawodniczka     | Rezultat | Miejsce | Data             |
| WR                  | Jenny Stene     | 596      | Wrocław | 15 września 2022 |
| OR                  | -               | -        | -       | -                |
| Rekord finału       |                 |          |         |                  |
| WR                  | Petra Zublasing | 464,7    | Baku    | 19 czerwca 2015  |
| OR                  | Nina Christen   | 463.9    | Tokio   | 31 lipca 2021    |

## Wyniki

### Kwalifikacje
| Pozycja | Zawodniczka           | Reprezentacja     | Pozycja | Pozycja | Pozycja | Wynik   | Uwagi |
| Pozycja | Zawodniczka           | Reprezentacja     | Klęcząc | Leżąc   | Stojąc  | Wynik   | Uwagi |
| ------- | --------------------- | ----------------- | ------- | ------- | ------- | ------- | ----- |
| 1       | Sagen Maddalena       | Stany Zjednoczone | 198     | 200     | 195     | 593-45x | Q,    |
| 2       | Zhang Qiongyue        | Chiny             | 199     | 199     | 195     | 593-40x | Q,    |
| 3       | Chiara Leone          | Szwajcaria        | 196     | 199     | 197     | 592-29x | Q     |
| 4       | Oyuunbatyn Yesügen    | Mongolia          | 193     | 199     | 197     | 589-40x | Q     |
| 5       | Jeanette Hegg Duestad | Norwegia          | 195     | 199     | 195     | 589-34x | Q     |
| 6       | Natalia Kochańska     | Polska            | 195     | 198     | 196     | 589-30x | Q     |
| 7       | Nadine Ungerank       | Austria           | 197     | 197     | 195     | 589-27x | Q     |
| 8       | Stephanie Grundsøe    | Dania             | 196     | 199     | 194     | 589-26x | Q     |
| 9       | Jolyn Beer            | Niemcy            | 196     | 198     | 193     | 587-29x |       |
| 10      | Alexandra Le          | Kazachstan        | 195     | 198     | 194     | 587-28x |       |
| 11      | Anna Janßen           | Niemcy            | 197     | 198     | 192     | 587-27x |       |
| 12      | Seonaid McIntosh      | Wielka Brytania   | 199     | 198     | 189     | 586-38x |       |
| 13      | Arina Altukhova       | Kazachstan        | 195     | 200     | 191     | 586-35x |       |
| 14      | Rikke Maeng Ibsen     | Dania             | 196     | 193     | 197     | 586-26x |       |
| 15      | Jenny Stene           | Norwegia          | 194     | 198     | 193     | 585-37x |       |
| 16      | Veronika Blažíčková   | Czechy            | 195     | 198     | 191     | 584-32x |       |
| 17      | Judith Gomez          | Francja           | 196     | 194     | 192     | 584-28x |       |
| 18      | Anjum Moudgil         | Indie             | 196     | 194     | 194     | 584-26x |       |
| 19      | Lee Eun-seo           | Korea Południowa  | 193     | 197     | 193     | 583-35x |       |
| 20      | Aleksandra Pietruk    | Polska            | 192     | 197     | 193     | 582-30x |       |
| 21      | Nina Christen         | Szwajcaria        | 193     | 197     | 192     | 582-23x |       |
| 22      | Geovana Meyer         | Brazylia          | 194     | 197     | 190     | 581-31x |       |
| 23      | Barbara Gambaro       | Włochy            | 193     | 197     | 192     | 580-26x |       |
| 24      | Darya Chuprys         | AIN               | 193     | 197     | 192     | 579-23x |       |
| 25      | Mary Tucker           | Stany Zjednoczone | 192     | 195     | 192     | 579-20x |       |
| 26      | Yarimar Mercado       | Portoryko         | 192     | 197     | 189     | 578-29x |       |
| 27      | Han Jiayu             | Chiny             | 195     | 197     | 186     | 578-26x |       |
| 28      | Lisbet Hernández      | Kuba              | 191     | 197     | 190     | 578-25x |       |
| 29      | Eszter Mészáros       | Węgry             | 196     | 198     | 193     | 577-29x |       |
| 30      | Im Ha-na              | Korea Południowa  | 192     | 195     | 190     | 577-21x |       |
| 31      | Sift Kaur Samra       | Indie             | 193     | 195     | 187     | 575-22x |       |
| 32      | Shannon Westlake      | Kanada            | 187     | 193     | 187     | 567-16x |       |

### Finał
| Pozycja | Zawodniczka           | Reprezentacja     | Serie   | Serie   | Serie   | Serie | Serie | Serie | Serie  | Serie  | Serie  | Serie  | Serie  | Serie  | Serie  | Wynik |
| Pozycja | Zawodniczka           | Reprezentacja     | Klęcząc | Klęcząc | Klęcząc | Leżąc | Leżąc | Leżąc | Stojąc | Stojąc | Stojąc | Stojąc | Stojąc | Stojąc | Stojąc | Wynik |
| Pozycja | Zawodniczka           | Reprezentacja     | 1       | 2       | 3       | 4     | 5     | 6     | 7      | 8      | 9s41   | 9s42   | 9s43   | 9s44   | 9s45   | Wynik |
| ------- | --------------------- | ----------------- | ------- | ------- | ------- | ----- | ----- | ----- | ------ | ------ | ------ | ------ | ------ | ------ | ------ | ----- |
| złoto   | Chiara Leone          | Szwajcaria        | 52.0    | 51.6    | 52.6    | 51.1  | 52.6  | 53.2  | 50.2   | 51.1   | 10.2   | 8.8    | 10.5   | 9.7    | 10.8   | 464.4 |
| srebro  | Sagen Maddalena       | Stany Zjednoczone | 52.2    | 52.2    | 51.5    | 52.3  | 53.0  | 52.8  | 47.8   | 51.1   | 9.9    | 10.8   | 9.4    | 9.9    | 10.1   | 463.0 |
| brąz    | Zhang Qiongyue        | Chiny             | 50.5    | 52.8    | 52.7    | 52.1  | 52.3  | 52.9  | 51.4   | 51.1   | 8.5    | 8.8    | 10.1   | 9.7    |        | 452.9 |
| 4       | Jeanette Hegg Duestad | Norwegia          | 51.0    | 51.9    | 51.8    | 52.1  | 52.9  | 52.6  | 51.0   | 48.0   | 10.9   | 10.6   | 9.7    |        |        | 442.5 |
| 5       | Nadine Ungerank       | Austria           | 51.9    | 52.1    | 52.2    | 50.6  | 52.0  | 53.2  | 50.3   | 50.9   | 9.9    | 9.0    |        |        |        | 432.1 |
| 6       | Natalia Kochańska     | Polska            | 50.5    | 50.9    | 51.8    | 52.0  | 51.1  | 50.6  | 49.9   | 51.3   | 10.4   |        |        |        |        | 418.5 |
| 7       | Oyuunbatyn Yesügen    | Mongolia          | 50.7    | 51.1    | 51.7    | 50.8  | 51.9  | 51.1  | 48.5   | 51.8   |        |        |        |        |        | 407.6 |
| 8       | Stephanie Grundsøe    | Dania             | 51.3    | 50.7    | 50.7    | 52.6  | 52.2  | 51.6  | 50.7   | 46.6   |        |        |        |        |        | 406.4 |